# 阿尔库尔 (俄罗斯)
阿尔库尔（羅馬化：Arkulʹ）是俄罗斯基洛夫州的市级镇，属诺林斯克区，位于卡马河支流维亚特卡河畔，地处基洛夫州南部，在区行政中心诺林斯克及州府基洛夫南偏东方。
该地2021年人口有1,622人；2010年人口2,053；2002年人口2,616；1989年人口3,163。